# Portogallo ai Giochi della XI Olimpiade
Il Portogallo partecipò ai Giochi della XI Olimpiade, svoltisi a Berlino, Germania, dal 1º al 16 agosto 1936, con una delegazione di 19 atleti impegnati in cinque discipline.

## Medaglie
| Medaglia | Atleta                                           | Sport       | Evento                   |
| -------- | ------------------------------------------------ | ----------- | ------------------------ |
| Bronzo   | José Beltrão Domingos Coutinho Luís Mena e Silva | Equitazione | Salto ostacoli a squadre |